# Along Comes Mary
Along Comes Mary – piosenka autorstwa Tandyna Almera, oryginalnie nagrana w 1966 roku przez zespół The Association, wydana na ich pierwszym albumie And Then... Along Comes the Association. Był to pierwszy przebój zespołu; osiągnął siódme miejsce na amerykańskich listach przebojów. Tytuł stanowi aluzję do marihuany.
Piosenka była następnie nagrywana przez innych artystów, m.in. The Manhattan Transfer. W 1999 r. została wydana jako singel zespołu Bloodhound Gang. Piosenka została wykorzystana w filmie Żółtodzioby. Znalazła się na albumie BHG Hooray for Boobies. Piosenka została również nagrana przez zespół Circle Jerks.
Piosenka Bloodhound Gang ma długość 4:20. Producentem bezpośrednim był Jimmy Pop i jego firma – Jimmy Franks Recording Company, zaś pośrednim – Geffen Records.
Singiel składa się z trzech mixów tytułowego utworu i wideo.